# Mel Powell
Mel Powell   (Bronx, 12 de febrer de 1923 - Sherman Oaks, 24 d'abril de 1998) va ser un compositor estatunidenc guanyador del Premi Pulitzer i degà fundador del departament de música de l'Institut de les Arts de Califòrnia. Va servir com a educador musical durant més de 40 anys, primer al "Mannes College of Music" i al "Queens College", després a la Universitat Yale i, finalment, a "Cal Arts". Durant la seva primera carrera va treballar com a pianista de jazz.

## Anys de joventut
Mel Powell va néixer Melvin D. Epstein el 12 de febrer de 1923 al Bronx, Nova York, de pares jueus-russos, Milton Epstein i Mildred Mark Epstein. Va començar a tocar el piano als quatre anys, prenent classes de, entre d'altres, Nadia Reisenberg. Un apassionat aficionat al beisbol, la seva casa estava a la vista de l'estadi Yankee. Una lesió a la mà mentre jugava a beisbol quan era noi, però, el va convèncer de dedicar-se a la música en lloc de fer esport com a carrera. Powell va somiar amb la vida com a pianista de concert fins que el seu germà gran el va portar a veure tocar el pianista de jazz Teddy Wilson, i més tard a un concert amb Benny Goodman. En una entrevista de 1987 a la revista "The New Yorker", Powell va dir que "mai havia sentit res tan extàtic com aquesta música", cosa que va provocar un canvi del piano clàssic al jazz. A l'edat de 14 anys Powell feia jazz professionalment a la ciutat de Nova York. Ja el 1939, treballava amb Bobby Hackett, George Brunies i Zutty Singleton, a més d'escriure arranjaments per a Earl Hines. Va canviar el seu cognom d'Epstein per Powell el 1941 poc abans d'incorporar-se a la banda de Benny Goodman.

## Carrera
L'estil de Powell tenia les seves arrels en l'estil del pas que era el precursor directe del piano swing. Una composició dels seus anys de Goodman, The Earl, és potser la més coneguda d'aquella època. És notable que la cançó —dedicada a Earl Fatha" Hines, un dels herois del piano de Powell, es va gravar sense bateria. Després de gairebé dos anys amb Goodman, Powell va tocar breument amb la banda de ràdio CBS dirigida pel director Raymond Scott abans que l'oncle Sam arribés a trucar. Amb la Segona Guerra Mundial a la seva màxima expansió, Powell va ser incorporat a l'exèrcit dels Estats Units, però va lliurar les seves batalles des d'un tamboret de piano, havent estat assignat a la Banda de la Força Aèria de l'Exèrcit de Glenn Miller (1943 a 1945).
Prop del final de la guerra, Powell va ser estacionat a París, on va tocar amb Django Reinhardt, i després va tornar a fer una breu estada a la banda de Goodman després de ser donat d'alta del servei militar. A mitjan dècada de 1940, Powell es va traslladar a Hollywood i es va aventurar a proporcionar música per a pel·lícules i dibuixos animats, sobretot Tom i Jerry. El 1948 es va interpretar a si mateix a la pel·lícula A Song Is Born, apareixent juntament amb molts altres famosos intèrprets de jazz, inclòs Louis Armstrong. Va ser durant la seva etapa a Hollywood quan va conèixer i es va casar amb l'actriu Martha Scott.
Poc després, Powell va desenvolupar distròfia muscular. Va estar confinat a una cadira de rodes durant un temps i després va caminar amb l'ajut d'un bastó. La malaltia va acabar amb la seva capacitat per tornar a treballar com a músic viatger amb Goodman o altres grups, cosa que el va motivar a dedicar-se a la composició més que a la interpretació. El 1948 es va inscriure a la "Yale School of Music", on va estudiar amb el compositor i teòric musical alemany Paul Hindemith i es va llicenciar en BM el 1952. El 1954 va gravar l'àlbum de jazz Thigamigig, incloent una pista de piano/trompeta/bateria que va ser seleccionada per Art Clokey pel seu curtmetratge d'animació Gumbasia el 1955.

## Canvi d'estils, carreres professionals
Al principi, atenent-se als estils de composició neoclàssics, Powell explorava cada vegada més l'atonalitat, o la música no tonal tal com l'anomenava, així com el serialisme defensat pel compositor austríac Arnold Schönberg. Després de llicenciar-se, Powell va emprendre una carrera com a educador musical, primer al "Mannes College of Music" i al "Queens College" de la seva ciutat natal de Nova York, després va tornar a Yale el 1958, succeint a Hindemith com a president del professor de composició i director d'un dels primers estudis de música electrònica del país. Powell va compondre diverses peces electròniques als anys seixanta, algunes de les quals es van representar a l'"Electric Circus" de l'"East Village" de Nova York, un lloc que també va veure actuacions d'innovadores de música rock com "The Velvet Underground" i "The Grateful Dead". Però Powell no va donar l'esquena completament al jazz. Mentre ensenyava a la dècada de 1950, també va tocar piano i va tornar a gravar música amb Benny Goodman, així com pel seu compte.
Powell va compondre per a orquestra, cor, veu i conjunt de cambra al llarg dels anys seixanta, setanta i vuitanta. El 1969, va tornar a Califòrnia per exercir com a degà fundador de l'Institut de les Arts de Califòrnia a València, Califòrnia. Després de servir com a prebost de l'Institut del 1972 al 1976, va ser nomenat professor de música Roy O. Disney i va ensenyar a l'Institut fins poc abans de la seva mort. Entre els estudiants notables hi ha els compositors Ann Millikan i Anthony Brandt.

## Anys posteriors
El 1987, Powell es va unir a altres grans músics per a un festival de jazz al creuer SS Norway, tocant al costat de Benny Carter, Howard Alden, Milt Hinton, Louie Bellson i altres. S'ha documentat una actuació al CD The Return of Mel Powell (Chiaroscuro Records). La gravació inclou 20 minuts de Powell discutint la seva vida i les seves raons per deixar el jazz. En una entrevista amb "The New Yorker". El crític de jazz de la revista "Whitney Balliett", Powell, va dir: 
| « | <"He decidit que quan em retiri pensi en la meva decisió de deixar el jazz, amb l'ajut de Freud i Jung. De moment, sospito que era això: havia fet el que jo Vaig sentir que havia de fer jazz. Havia decidit que no tenia cap interès musical per a mi. I havia decidit que era la música d'un home jove, fins i tot una música negra. A més, la infinita repetició de material a la banda de Goodman - tocar les mateixes melodies dia rere dia i nit rere nit. Vaig arribar a mi. Aquesta repetició tendeix a matar l'espontaneïtat, que és el cor del jazz i que et pot alimentar tota la vida">. | » |

 Pulitzer sorpresa 
El 1990, Powell va obtenir el seu màxim èxit professional, el Premi Pulitzer de música, per la seva obra "Duplicates": A Concerto for Two Pianos and Orchestra. En una entrevista al "Los Angeles Times", Powell va expressar la seva total sorpresa: "Estar aquí a la costa, lluny de tot l'establiment oriental al qual està connectat el Pulitzer, això em va convertir en una perspectiva remota. Simplement no m'esperava". En una entrevista amb The New York Times, Powell va explicar la història de com els duplicats provenien del seu servei a la Segona Guerra Mundial i una anècdota que va escoltar a París sobre Claude Debussy envers de música perfecta. Aquest, segons Powell, va ser el seu objectiu per a duplicat. L'obra, encarregada el 1987 per la Filharmònica de Los Angeles per la mecenes de la música Betty Freeman, va trigar més de dos anys a completar-se a Powell. Es va fer encara més difícil ja que la seva distròfia muscular, que abans només afectava les cames, va començar a afectar els seus braços i, per tant, la seva capacitat per tocar el piano.
A més de Pulitzer, els guardons i guardons de Powell inclouen la Medalla d'Arts Creatives de la Universitat de Brandeis, una beca Guggenheim, un membre honorari de la vida a l'Institut Arnold Schönberg, una comissió de la "Koussevitzky Music Foundation" per a la Biblioteca del Congrés i una beca de l'Institut Nacional d'Arts i Lletres.

## Mort
Powell va morir a casa seva a Sherman Oaks, Califòrnia, el 24 d'abril de 1998, a causa d'un càncer de fetge. Tenia 75 anys. Powell va sobreviure a la seva dona, l'actriu Martha Scott, dues filles i un fill. Va ser enterrat al cementiri maçònic de la ciutat natal de la seva dona, Jamesport, Missouri .

## Citacions
En els seus dies de música de big band/swing: "Fa molt de temps, s'hauria de poder invocar una prescripció. Vaig tocar amb Benny Goodman durant dos anys i he estat component durant 40 anys. En aquell moment, la música swing, la música de grans bandes i Benny Goodman, en particular, eren tan populars sense límits que les persones que van deixar lloc a la seva vida mai no l'han oblidat. Així que rebo trucades de persones que estan en una mena de temps, que em pregunten sobre aquest període de la meva vida com si fos el present. Però he passat a altres coses".
"El negoci del músic és l'estructura... El músic... és, per tant, atret per una profunda ciència de l'estructura. Si observem de prop la música, probablement es preguntarà:" Què canvia? Quan? Quant és?"... és ... capaç de sentir-se com a casa on els lògics exhibeixen tècniques per" aïllar l'estructura rellevant". "És cert que la música amb la qual circulo, juntament amb Milton Babbitt, Elliott Carter i altres, mai ha guanyat una gran popularitat. Però això també va ser cert amb l'anomenada música difícil dels segles anteriors. I he de dir que He observat, a mesura que ens hem mantingut ferms, que hi ha hagut una suavització de la resposta. Ara hi ha qui comença a trobar bellesa expressiva en una música que al principi va ser totalment rebutjada".